# Karen Wegener
Karen Margrethe Lund Wegener, född Petersen den 27 april 1935 i Sønder Nærå på Fyn i Danmark, död 29 mars 2012 i Mindebog, var en dansk skådespelare.
Karen Wegener var verksam vid Aarhus Teater och Aalborg Teater.
Hon var gift med skådespelaren Ole Wegener.

## Filmografi (urval)
- 1967 – Brødrene på Uglegaarden
- 1987 – Pelle Erövraren
- 1997 – Bryggeren (TV-serie) (sex avsnitt)